# Брьондби ИФ
Брьондби  ИФ (на датски: Brøndby IF) е датски професионален футболен клуб със седалище община Брьонбю, намираща се в западните покрайнини на столицата Копенхаген. От там идва и прозвището на клуба „Момчетата от Западните покрайнини“ (на датски: Drengene fra Vestegnen, на английски The lads from the western outskirts)

## Успехи
Суперлига:
- Шампион (11): 1985, 1987, 1988, 1990, 1991, 1996, 1997, 1998, 2002, 2005, 2020/21
- Вицешампион (5): 1981, 1985, 1991, 2018, 2023/24
- 3-то място (5): 1984, 1988, 1989, 2017, 2025

Първа дивизия:
- Шампион (2): 2007, 2016
- Вицешампион (2): 1979, 2010
- 3-то място (2): 2006, 2015

Купа на Дания:
- Носител (7): 1989, 1994, 1998, 2003, 2005, 2008, 2018
- Финалист (2): 1970, 1980

Купа на лигата:
- Носител (2): 2005, 2006

Суперкупа:
- Носител (4): 1994, 1996, 1997, 2002

Кралска лига:
- Победител (1): 2007

## Известни бивши футболисти
През юни 1982 г. Михаел Лаудруп става първият футболист на Брьондби който играе за Националния отбор на Дания. Оттогава повече от 60 състезатели са обличали националния екип на своите страни. Освен от Дания, това са национални състезатели от Нигерия, Норвегия, Литва, Буркина Фасо, Швеция, Фарьорски острови, Мароко, Исландия, Замбия, Австралия и Гамбия.
- Михаел Лаудруп
- Петер Шмайхел
- Ким Вилфорт
- Ларс Олсен
- Ебе Санд
- Браян Лаудруп
- Ерик Расмусен
- Уче Окечукву
- Карим Заза

## Бивши треньори
- Михаел Лаудруп